# 레인 스미스
레인 스미스(Lane Smith, 1936년 4월 29일 ~ 2005년 6월 13일)는 미국의 배우이다.

## 출연 작품

### 영화
- 레드 던 (1984)
- 킬 나이트 (1987)
- 에어 아메리카 (1990)
- 마이티 덕 (1992)
- 나의 사촌 비니 (1992)
- 제이제이 (1992)
- 베가번스의 전설 (2000)

### 텔레비전
- V (1984-85)